# Procópio Crenita

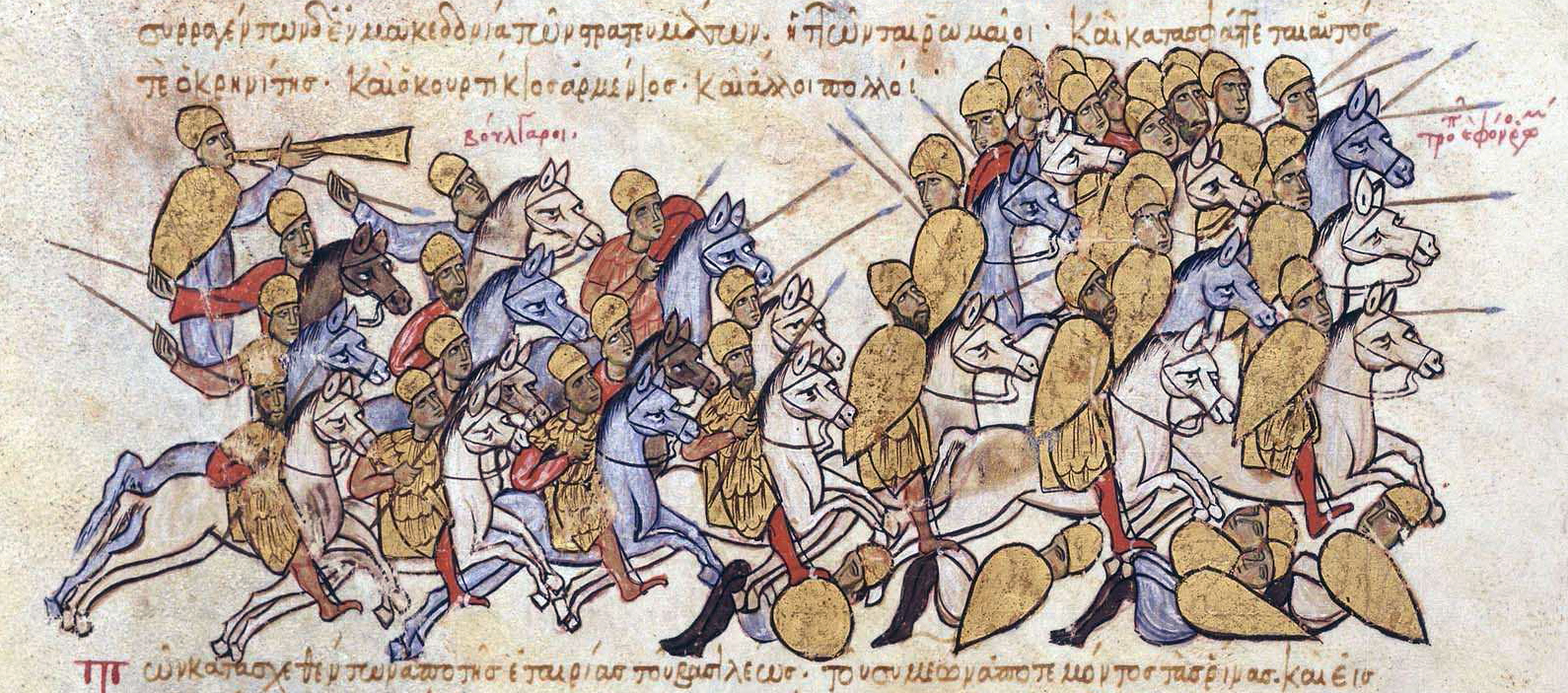
Búlgaros derrotam os bizantinos sob Crenita e Curtício
Iluminura no Escilitzes de Madri

Procópio Crenita (em grego medieval: Προκόπιος Κρηνίτης; romaniz.: Prokópios Krenítes) ou Crinita (Κρινίτης, Κρινίτης) foi um oficial bizantino do século IX, ativo durante o reinado do imperador Leão VI, o Sábio (r. 886–912).

## Vida
Procópio era um estratelata. Em 894, no início da guerra contra o Império Búlgaro, Leão VI enviou-o como comandante de um grande exército e muitos arcontes para enfrentar o cã Simeão I (r. 893–927); o comandante subordinado desse exército era Curtício. Eles se encontraram em batalha na Macedônia, e os bizantinos foram pesadamente derrotados, com muitos comandantes sendo mortos. Essa batalha talvez ocorreu perto de Adrianópolis. Segundo os cronistas bizantinos, os cazares da guarda imperial que compunham parte do exército tiveram seus narizes cortados e então foram enviados para Constantinopla para humilhar os bizantinos.